# Vahid Sheikhveisi
Vahid Sheikhveisi (sinh ngày 10 tháng 1 năm 1987) là một cầu thủ bóng đá người Iran thi đấu cho Paykan ở Persian Gulf Pro League.

## Sự nghiệp câu lạc bộ
| Thành tích câu lạc bộ | Thành tích câu lạc bộ | Thành tích câu lạc bộ | Giải vô địch | Giải vô địch | Cúp       | Cúp       | Châu lục | Châu lục  | Tổng cộng | Tổng cộng |
| Mùa giải              | Câu lạc bộ            | Giải vô địch          | Số trận      | Bàn thắng    | Số trận   | Bàn thắng | Số trận  | Bàn thắng | Số trận   | Bàn thắng |
| Iran                  | Iran                  | Iran                  | Giải vô địch | Giải vô địch | Cúp Hazfi | Cúp Hazfi | Châu Á   | Châu Á    | Tổng cộng | Tổng cộng |
| --------------------- | --------------------- | --------------------- | ------------ | ------------ | --------- | --------- | -------- | --------- | --------- | --------- |
| 2007–08               | Saipa                 | Pro League            | 5            | 0            | 0         | 0         | 0        | 0         | 5         | 0         |
| 2008–09               | Saipa                 | Pro League            | 18           | 0            | 1         | 0         | –        | –         | 19        | 0         |
| 2009–10               | Saipa                 | Pro League            | 11           | 0            | 0         | 0         | –        | –         | 11        | 0         |
| 2010–11               | Saipa                 | Pro League            | 16           | 0            | 0         | 0         | –        | –         | 16        | 0         |
| 2011–12               | Fajr Sepasi           | Pro League            | 24           | 0            | 0         | 0         | –        | –         | 25        | 0         |
| 2012–13               | Fajr Sepasi           | Pro League            | 22           | 0            | 0         | 0         | –        | –         | 22        | 0         |
| 2013–14               | Fajr Sepasi           | Pro League            | 7            | 0            | 0         | 0         | –        | –         | 7         | 0         |
| 2013–14               | Naft Tehran           | Pro League            | 0            | 0            | 0         | 0         | –        | –         | 0         | 0         |
| 2014–15               | Naft Tehran           | Pro League            | 4            | 0            | 2         | 0         | 0        | 0         | 6         | 0         |
| 2015-16               | Naft Tehran           | Pro League            | 12           | 0            | 3         | 0         | 0        | 0         | 15        | 0         |
| 2016-17               | Esteghlal Khuzestan   | Pro League            | 25           | 0            | 0         | 0         | 8        | 0         | 33        | 0         |
| 2017-18               | Esteghlal Khuzestan   | Pro League            | 27           | 0            | 3         | 0         | –        | –         | 30        | 0         |
| Tổng cộng sự nghiệp   | Tổng cộng sự nghiệp   | Tổng cộng sự nghiệp   | 171          | 0            | 9         | 0         | 8        | 0         | 188       | 0         |